# أمر جزائي
أمر جزائي في القانون (بالألمانية:Strafbefehl) هي دعوى ضد شخص أو مؤسسة خاصة بشأن إخلال في قانون أو نظام عام أو أي جنحة طفيفة، ومن خصائص الأمر الجزائي أن إصداره لا يحتاج إلى جلسة في محكمة. فبالنسبة إلى الفصل في الجنح الطفيفة يخفف عن اللجوء إلى المحاكم بأنه من حق وكيل النيابة إصدار الأمر الجزائي، ومثال على ذلك الأمر الجزائي الذي يصدره وكيل النيابة ضد سائق سيارة في حالة سكر. فيوفر الأمر الجزائي على المخطئ الذهاب إلى القضاء والوقوف أمام محكمة علنية.

## حق الاعتراض
من حق من صدر ضده أمر جزائي الاعتراض وذلك عن طريق تقديم اعتراض خطي إلى المحكمة التابع لها أو التقدم إلى موظف المحكمة المختص وتقديم اعتراضه. ويرتبط تقديم الاعتراض بمدة محددة يجب مراعاتها وإلا سقط حقه في الاعتراض - وتلك المدة هي مدة أسبوع.
وفي ألمانيا إذا وافق أخر يوم لتقديم الاعتراض يوم أحد أو يوم أحد الأعياد الرسمية أو مساء يوم السبت يكون أخر يوم عمل التالي له هو أخر المدة الإلزامية لتقديم الاعتراض. كما أن لا يكفي أن يكون تاريخ الذهاب إلى مكتب البريد لإرسال الاعتراض موافقا للمدة المحددة، وإنما يجب أن يصل الاعتراض إلى المحكمة في وقت قبل أنتهاء المدة المحددة.

## القضية
يتبع الاعتراض على الأمر الجزائي أن تدعو المحكمة مقدم الاعتراض إلى جلسة رئيسية في المحكمة، حيث من حق المعترض تقديم شهود أو تقرير خبرة أو وثائق أخرى إلى القاضي. وينظر القاضي (في تلك الأحوال يكفي قاضيا واحدا للبت في الأمر) في شأن الاعتراضات المقدمة، ولا يكون ية مرتبطا بما جاء في الأمر الجزائي الصادر ضد الشخص، وبعد فحصه للمسائل المادية والقانونية من جديد يقوم بالبت في القضية.
وقد يحتوي الحكم تخفيفا على المدعى عليه وقد يُزيد من العقوبة التي نص عليه الأمر الجزائي.

## نوع المخالفة
يصدار الأمر الجزائي في المسائل التي يختص بها عادة قانون العقوبات، كما في الأحوال الآتية (أمثلة):
- غرامة مالية

- تحذير مع وقف التنفيذ
- منع قيادة سيارة لمدة معينة (يحددها القانون)
- سحب رخصة القيادة
- سحب الشيء محل المخالفة (مثل سلاح له تصريح ولكن ساء استعماله)

## اقرأ أيضا
- دعوى قضائية